# Солестойкость растений
Солестойкость растений, или солеустойчивость растений, — способность растительных организмов расти на засоленных почвах.

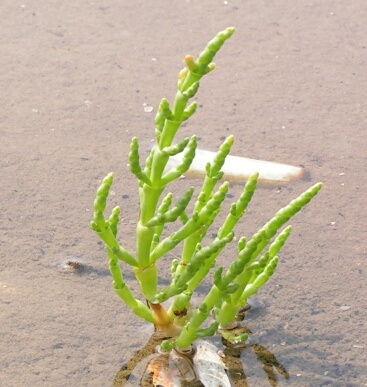
Солерос европейский, растение регулярно затапливаемых морских побережий

До начала 20 века считалось, что основной причиной повреждения растений, существующих в условиях засоленности почвы, является слишком высокое клеточное осмотическое давление, однако позже было доказано, что основной причиной повреждений является токсичность солей.

## Солестойкость галофитов
По отношению к существованию на засоленном субстрате выделяются две основные группы растительных организмов: растениям первой группы относительно легко в процессе своего онтогенеза приспособиться к таким условиям существования (галофиты), способность растений второй группы приспособиться к обитанию на засоленных почвах крайне ограничена (гликофиты).
Адаптационный механизм солестойких растений зависит от солей, участвующих в засолении: среди растений, приспособленных к засолению хлоридами, преобладают мясистые суккуленты, среди приспособленных к засолению сульфатами — растения ксероморфного облика (растения с защитой от испарения: уменьшенной листовой поверхностью, большим числом волосков, восковых налётом). При этом приспособление растений к существованию в условиях высокого содержания солей в почве происходит постепенно — поэтому, к примеру, даже для галофитов, росших в условиях определённой концентрации солей, внезапное дополнительное засоление почвы может стать губительным.

## Солестойкость культурных растений
Изучение солестойкости растений важно с практической точки зрения для выявления таких сельскохозяйственных культур, которые можно культивировать на засоленных почвах. Уровень солестойкости культурных растений весьма различен; и, хотя среди них нет галофитов в полном смысле этого термина, некоторые культуры при определённых условиях вполне могут нормально развиваться в таких условиях (то есть быть факультативными галофитами). К примеру, достаточно успешно приспосабливается к засоленности почвы хлопчатник.
Повышение устойчивости к солям у растений, которые планируется культивировать на засоленных почвах, — закаливание — проводится путём предпосевного замачивания семян в растворе, химический состав которого соответствует таковому в почвах. В результате такой обработки у растений на клеточном уровне происходят различные изменения, в том числе повышается порог коагуляции в протоплазме и снижается её проницаемость для солей.